# Ђермањано
Ђермањано (итал. Germagnano) је насеље у Италији у округу Торино, региону Пијемонт.
Према процени из 2011. у насељу је живело 913 становника. Насеље се налази на надморској висини од 484 м.

## Становништво
| 1936. | 1951. | 1961. | 1971. | 1981. | 1991. | 2001. | 2011. |
| ----- | ----- | ----- | ----- | ----- | ----- | ----- | ----- |
| 1.137 | 1.164 | 1.140 | 1.130 | 1.354 | 1.302 | 1.294 | 1.256 |